# كارل روس
كارل روس (بالألمانية: Karl Ruß)‏ (و. 1833 – 1899 م) هو عالم طيور، وصيدلي، وكاتب من الاتحاد الألماني، والإمبراطورية الألمانية، توفي في برلين، عن عمر يناهز 66 عاماً.